# Knude Klint
Knude Klint er den største molerklint  på Fur. Den ligger på nordkysten, tæt ved den nordvestlige spids Lille Knudshoved. Enkelte steder er klinten 30 meter høj og Knude Klint regnes for et af de smukkeste kystpartier ved Limfjorden, hvor man  ser et meget imponerende snit, hvor moleret fra 169 askelag er blottet i en 600 meter lang profil. Her er skiftende moler og vulkansk askelag presset op i folder, der kan ses langs stranden over en strækning på 600 meter. På stranden er der mulighed for at finde fossiler, men man skal være heldig og ofte lede i lang tid.
Aske- og molerlagene i Knude Klint er nøje beskrevet i videnskabelig litteratur fra 1900-tallet. Blandt andet har man fundet et kranium af en havskildpadde samt blade og stængler af ginkgo og bambus, planter som i dag kun findes vildtvoksende i Kina. Fundene er udstillet på Fur Museum i Nederby.

## Landskabet
Landskabet omkring Knude Klint på det nordvestlige Fur præges af stenede strande og delvist afgravede molerklinter. De tilbageværende klinter er ikke desto mindre de mest imponerende på Fur. I det nære bagland findes store ar efter molergravning. I dag er naturen vendt tilbage til gravene, som i 1960’erne lå hen uden vegetation. Ved Lille Knudshoved, som er den vestligste spids af Fur, består klinterne af moræne og smeltevandssand. Her findes ikke moler.

## Plantelivet
Syd for klinten er en mosaik af gamle molergrave, hvor vegetationen er indvandret indenfor de seneste 30 år. Den veksler mellem krat af pil, tjørn og gyvel samt åbne arealer med en artsrig flora af tørketålende plantearter som rød svingel, fåre-svingel, håret høgeurt, harekløver og gul evighedsblomst. Stedvist er der udbredte tæpper af hedelyng. Langs kysten findes en strandflora med strandkål, strandsennep og arter af mælde og gåsefod. I opskyllet på kysten kan man finde den mærkværdige koraltang.
Ovenfor Lille Knudshoved findes en lille og oprindelig rest af det lyngareal, som dækkede hele Nordfur i begyndelsen af 1900-tallet.

## Dyreliv
Opskyllet på Limfjordskysterne er kendt for at rumme mange forskellige strandskaller. Ud over blåmusling, hestemusling, sandmusling og hjertemusling forekommer tøffelsnegl og tæppemusling. Af mere specielle arter kan nævnes knivmusling og hampefrømusling. Skaller fra Limfjordens oprindelige bestand af østers skyller også op på kysten.
Langs kysten ses arter af måger og terner foruden, fiskehejre, skarv samt ande- og vadefugle. Fra tid til anden iagttages spættet sæl i fjorden ud for Knude Klint.

## Fredning
Da Knudeklint sidst i 1960'erne blev truet på grund af molerindvinding, rejste Geologisk Institut ved Aarhus Universitet med støtte af Københavns Universitet fredningssag for Knudeklinterne på Fur. Det nu nedlagte Furmol a/s, som dengang ejede klinterne, krævede en erstatning, der langt oversteg statsgeologens beregninger. Beløbet blev siden fastsat i Taksationskommissionen, og beregnet ud fra et skøn over klintens indhold af moler.
I dag er Knude Klint  sikret af en landskabsfredning med henblik på at bevare et videnskabeligt og landskabeligt værdifuldt område.

## Eksterne kilder og henvisninger
1. ↑  Moler på Fur Arkiveret 27. marts 2021 hos  Wayback Machine på enjoy-limfjorden.dk

- Om Knude Klint på fredninger.dk

56°50′16.13″N 8°57′40.5″Ø / 56.8378139°N 8.961250°Ø